# Гордиенко, Пётр Яковлевич
Петр Яковлевич Гордиенко (25 декабря 1891  [6 января 1892], Екатеринославская губерния — 22 июня 1938, Новосибирск) — советский государственный и партийный деятель, участник Гражданской войны, военный врач, писатель, кавалер Ордена Трудового Красного Знамени.

## Ранние годы
Петр Гордиенко родился 25 декабря 1891 (6 января 1892) года в крестьянской многодетной семье в деревне Новониколаевка Екатеринославской губернии, ныне Украина. Украинец.
В 1896 году по причине малоземелья его родители переселились с Украины в зауральское село Матасы Петуховской волости Ишимского уезда Тобольской губернии (ныне Петуховский муниципальный округ Курганской области), где его отец работал на станции Петухово Омской железной дороги ремонтным рабочим, сторожем и путевым обходчиком. Там же, ещё подростком, чтобы заработать на учёбу, стал работать и сам Петр — помощником весовщика в товарной конторе, приказчиком торгового магазина с. Юдино-Вознесенское, продавцом в железнодорожном буфете ст. Петухово, ремонтным рабочим и котельщиком в железнодорожных мастерских г. Курган.
В 1905 году Гордиенко окончил Петуховское двухклассное училище и поступил в Омскую фельдшерскую школу. После окончания училища в 1910 году, работал медицинским фельдшером в селе Частоозерском Ишимского уезда Тобольской губернии (ныне Частоозерский муниципальный округ Курганской области), а через 3 года — в селе Белозерском Курганского уезда Тобольской губернии (ныне Белозерский муниципальный округ Курганской области).

## Образование
1906 — Петуховское двухклассное училище

1910 — Омская центральная фельдшерская школа

1931 — Курсы областных и краевых партийных работников при ЦК ВКП(б)

1932 — Заочные Курсы марксизма-ленинизма при ЦК ВКП(б).

## Политическая деятельность

### 1905—1917
Будучи студентом, в 1905 году вел работу в революционных кружках учащейся молодежи, подвергался обыскам и аресту Омским жандармским управлением за распространение нелегальной литературы. В 1913 году распоряжением Тобольского губернского управления осужден к административной ссылке на север Тобольской губернии в с. Черное. Здесь П. Я. Гордиенко сблизился с группой ссыльных большевиков, и окончательно оформились его взгляды как большевика.
В конце 1915 года мобилизован на военную службу для участия в Первой мировой войне, служил рядовым в 9-й роте 35-го Сибирского запасного стрелкового полка, дислоцированного в Тюмени, а затем, после окончания строевой подготовки — военным фельдшером в Курганский лазарет, где лечили раненых фронтовиков. В казарме вел подпольную работу, организовал большевистскую ячейку среди команды лазарета.
Гордиенко принимал активное участие в борьбе за установление Советской власти в городе и уезде. В первые дни Февральской революции избран председателем лазаретного комитета и делегатом в Совет рабочих и солдатских депутатов, а Советом избран в состав Центрального исполнительного комитета Советов Сибири (Центросибирь). На протяжении всего периода до Октябрьской революции в Совдепе возглавлял группу большевиков.
При непосредственном участии П. Я. Гордиенко в Кургане возникло профессиональное объединение лекарских помощников. Пётр Яковлевич был избран председателем правления объединения и через некоторое время выехал в Москву на Всероссийский съезд лекпомов.
8 сентября 1917 года вступил в РСДРП(б) , в 1918 году партия переименована в РКП(б), в 1925 году — в ВКП(б).
Делегат от Курганского Совета I Общесибирского съезда Советов рабочих, солдатских и крестьянских депутатов в Иркутске 15 (28) октября 1917 года — 23 октября (5 ноября)  1917 года.
18 (31) октября 1917 года в Кургане в доме, где снимал квартиру ссыльный большевик Иосиф Яковлевич Буждан на Дворянской улице (ныне улица Советская, 116) на подготовленном под руководством Игнатия Антоновича Ястржембского совещании создана партийная организация большевиков. Присутствовали 21 человек. Председателем городского комитета был избран Александр Павлович Климов, секретарём — Вера Буждан, членами — М. П. Гордиенко, Михаил Петрович Князев и М. В. Городецкий.
После перевыборов большинство в курганском Совете рабочих и солдатских депутатов избрали 20 человек, из них 13 — большевики. 18 ноября 1917 года председателем был избран Пётр Яковлевич Гордиенко. Первый крестьянский съезд, председателем которого был Гордиенко, объявил распущенным старый соглашательский исполком Совета крестьянских депутатов и избрал временный исполком Совета крестьянских депутатов. Съезд единодушно решил вопрос об объединении Совета крестьянских депутатов с Советом рабочих и солдатских депутатов в одну организацию. Съезд решил взять всю полноту власти в городе и деревне в руки Совета рабочих, солдатских и крестьянских депутатов.
23 ноября 1917 года Курганский Совет рабочих и солдатских депутатов под председательством Петра Яковлевича Гордиенко объявил о переходе власти в городе к совдепу. Незначительным большинством голосов (65 — за резолюцию большевиков, 45 — против) принимается решение «Взять власть в руки Совета, пополненного представителями от крестьян, бюро профессиональных союзов, союза почтово-телеграфных служащих и железнодорожного союза».
27-28 ноября 1917 года в г. Кургане проходил V уездный крестьянский съезд, на который съехались 510 делегатов от всех сельских обществ Курганского уезда. Прибывшие на заседание большевики во главе с П. Я. Гордиенко внесли на обсуждение резолюцию о поддержке Советской власти. После того, как стало ясно, что данное предложение не нашло поддержки делегатов, они сорвали работу съезда. От
1 декабря 1917 года вновь избранный исполком вынес вторичное решение о взятии власти Советом. После этого эсеры и меньшевики вышли из его состава. Курган стал первым из городов Тобольской губернии, где была установлена Советская власть. Редактировал газету «Новый мир».
17-18 декабря 1917 года большевики провели собственный I Курганский уездный съезд Советов крестьянских депутатов под председательством П. Я. Гордиенко. Но значительная часть волостей так и не послали на него своих делегатов. Тем не менее был избран исполком, который на правах секции влился в Совет рабочих и солдатских депутатов. По инициативе большевиков депутаты одобрили решение о передаче власти на территории Курганского уезда Советам. С этого момента объединённый Курганский Совет рабочих, солдатских и крестьянских депутатов был провозглашен в качестве единственного легитимного органа власти.
28-29 декабря 1917 года прошел II (большевистский) Курганский уездный крестьянский съезд, на который прибыло 334 депутата от 35 волостей уезда. Делегаты полностью одобрили политику Совета Народных Комиссаров и утвердили работу I (неполного) уездного крестьянского съезда. Ко времени созыва III уездного съезда Советов, который состоялся в г. Кургане 10 февраля 1918 года, во всех волостях Курганского уезда были полностью ликвидированы земские управы. Повсюду создавались исполнительные комитеты Советов во главе с большевиками.

### После 1917
В конце апреля 1918 года П. Я. Гордиенко предоставили двухмесячный отпуск для лечения и он выехал к семье, в село Чёрное Тобольского уезда. О белочешском мятеже узнал, когда контрреволюция уже свирепствовала в Тобольске и Тюмени. В селе он создал подпольную ячейку, но вскоре был арестован колчаковцами, оказался в Тобольской тюрьме. Заболел сыпным тифом и был выпущен на свободу, перешел на нелегальное положение. С октября 1919 года член Тобольского подпольного революционного комитета.
С декабря 1919 по февраль 1920 — председатель Тобольского организационного бюро РКП(б) и председатель Тобольского уездного революционного комитета.
С 3 апреля 1920 года — Зав. отделом здравоохранения Улалинского волревкома (Алтайская губерния).
С февраля или апреля 1920 по январь 1921 — председатель Горно-Алтайского уездного организационного бюро РКП(б) (Алтайская губерния).
В 1921 году — Заведующий агитационно-массовым отделом Горно-Алтайского уездного комитета РКП(б)
С октября 1921 по август 1922 года — ответственный секретарь Горно-Алтайского уездного комитета РКП(б), редактор газеты «Ойротский край» (1922).
С 10 августа 1922 по сентябрь 1924 — ответственный секретарь Областного комитета РКП(б) Ойратской автономной области, заведующий Ойротским областным отделом здравоохранения, народного образования.
С сентября 1924 по ноябрь 1925 — ответственный секретарь Канского уездного комитета РКП(б), (Енисейская губерния)
С ноября 1925 по декабрь 1926 — ответственный секретарь Канского окружного комитета РКП(б), с декабря 1925 — ВКП(б), ((Сибирский край)).
С 15 декабря 1926 по 1928 — председатель Исполнительного комитета Ачинского окружного Совета (Сибирский край).
С 1928 по декабрь 1929 — председатель Исполнительного комитета Минусинского окружного Совета (Сибирский край).
С 16 марта по июнь 1930 — заместитель председателя Исполнительного комитета Областного Совета Ойратской автономной области. О его популярности говорит тот факт, что некоторые колхозы в крае носили имя Гордиенко.
С мая 1930 по ноябрь 1932 — ответственный, затем 1-й секретарь Областного комитета ВКП(б) Ойратской, со 2 марта 1932 года — Ойротской автономной области. В 1931 году окончил Курсы областных и краевых партийных работников при ЦК ВКП(б), а в 1932 году — Заочные Курсы марксизма-ленинизма при ЦК ВКП(б).
С ноября 1932 по февраль 1934 — заведующий Агитационно-массовым отделом Западно-Сибирского краевого комитета ВКП(б)
26 февраля 1934 г. утвержден Запсибкрайкомом ВКП(б) в должности председателя Крайсовпрофа (работал до июня 1935 г.)
П. Я. Гордиенко — член бюро Запсибкрайкома ВКП(б) в 1934 −1937 гг., член крайисполкома и ЦИК СССР.
17 июня 1935 г. бюро крайкома ВКП(б) приняло решение удовлетворить просьбу Новосибирского горкома ВКП(б) и откомандировать Гордиенко для работы в качестве председателя Новосибирского горсовета, освободив его от работы в Крайсовпрофе. 23 июня 1935 г. П. Я. Гордиенко избран председателем Новосибирского городского Совета. С 17 октября 1936 гг. освобожден от работы в Горсовете.
С ноября 1936 секретарь Тайгинского райкома ВКП(б), (Западно-Сибирский край). 25 июня 1937 г. председатель Запсибкрайкома Р. И. Эйхе просит утвердить Гордиенко первым секретарем Тайгинского райкома ВКП(б), а решением ЦК ВКП(б) от 11 сентября 1937 г. П. Я. Гордиенко освобождён от занимаемой должности.

### Участие в работе центральных органов власти
- 1923 — Делегат XII Всероссийского съезда РКП(б) с правом решающего голоса от партийной организации Ойротской автономной области.
- 1924 — Делегат XIII Всероссийского съезда съезда РКП(б) с правом совещательного голоса от Ойротской автономной области.
- 1925 — Делегат XIV съезда ВКП(б) с правом решающего голоса от Канского округа.
- 1926 — Делегат XIV Всероссийской партконференции с правом совещательного голоса от Канского округа.
- 1927 — Делегат IV Всесоюзного съезда Советов от партийной организации Сибири.
- 1929 — Делегат XIV Всероссийского съезда Советов. XIV Всероссийским съездом Советов избирался кандидатом в члены ВЦИК.
- 1930 — Делегат XVI съезда ВКП(б) с правом решающего голоса от партийной организации Ойротской автономной области.
- 1931 — Делегат VI Всесоюзного съезда Советов. VI Всесоюзным съездом Советов избран членом ЦИК СССР VI созыва.
- 1932 — Делегат XVII конференции ВКП(б) с правом решающего голоса от партийной организации Ойротской автономной области.
- 1934—1937 — Член бюро Запсибкрайкома ВКП(б).
- Избирался кандидатом в члены ВЦИК XV созыва (1929—1931), член ЦИК СССР VI созыва (1931—1935).

### Арест и расстрел, реабилитация
20 ноября 1937 года Гордиенко арестован по необоснованному обвинению в принадлежности к «антисоветской право-троцкистской террористической, диверсионно-вредительской организации».
22 июня 1938 года осужден выездной сессией Военной коллегии Верховного Суда СССР по статьям 58-7, 58-8 и 58-11 УК РСФСР, приговорен к расстрелу. Приговор приведен в исполнение в тот же день в городе Новосибирске Новосибирской области.
Полностью реабилитирован определением Военной коллегии Верховного Суда СССР № 4 н-025481/56 от 1 июня 1957 года, посмертно.

## Награды
- Орден Трудового Красного Знамени, 10 сентября 1932 года, за проявленные заслуги во время гражданской войны и хозяйственное строительство в Ойротской автономной области.

## Память
- улица Гордиенко в г. Горно-Алтайске (до сентября 1978 г. — улица Пимокатная).
- улица Гордиенко в г. Кургане, ныне не существует.

## Семья
Родители: Яков Терентьевич и Елена Степановна. Братья: Иван, Семён. Сёстры: Анастасия, Мария, Александра.
Был женат, жена — Александра Емельяновна (урожд. Казанцева). В семье трое сыновей — Валентин (1914—2005), Евгений (1914—1979) и Юрий (1920/22 — 1993), все трое — фронтовики.

## Публикации
Петр Яковлевич Гордиенко — автор книг:
- «Ойротия : К 10-й годовщине Ойротской автономной области» / П. Гордиенко. — Новосибирск : Огиз Запсиботделение, 1931. — 145 с. : ил. — ISBN 5-ГП-О. В книге охватывается развитие исторического процесса в Ойротии с момента перехода ойротов в русское подданство до 1930-х гг. Книга была переиздана в 1994 г. — П. Я. Гордиенко. — Переиздание. — Горно-Алтайск : Ак-Чечек, 1994. — 142 с. — (Историческая библиотека «Ак Чечек»). — ISBN 5-7405-0519-4
- «Канзабаш: комсомолу Ойротии» / П. Гордиенко. — Новосибирск : Запсиботделение, 1932. — 24 с. — ISBN 5-ГП-К-32
- «Агитмассовая работа на новом этапе» / П. Гордиенко. — Новосибирск : Партиздат, 1933 (типо-литогр. № 1 ЗСКПТ). — Обл., 16 с.